# مات ماهر
مات ماهر (بالإنجليزية: Matt Maher)‏ هو مغني أمريكي، ولد في 10 نوفمبر 1974 في نيوفندلاند ولابرادور في كندا.

## وصلات خارجية
- الموقع الرسمي
- مات ماهر على موقع ميوزك برينز (الإنجليزية)
- مات ماهر على موقع ديسكوغز (الإنجليزية)